# Heparinska lijaza
Heparinska lijaza (EC 4.2.2.7, heparinska eliminaza, heparinaza) je enzim sa sistematskim imenom heparin lijaza. Ovaj enzim katalizuje sledeću hemijsku reakciju
Eliminativno razlaganje polisaharida koji sadrže (1->4)-vezane D-glukuronat ili L-iduronatne ostatke i (1->4)-alfa-vezane 2-sulfoamino-2-dezoksi-6-sulfo-D-glukozne ostatke čime se formiraju  oligosaharidi sa terminalnim 4-dezoksi-alfa-D-gluk-4-enuronozil grupama na njihovim neredukujućim krajevima

## Literatura
- Nicholas C. Price; Lewis Stevens (1999). Fundamentals of Enzymology: The Cell and Molecular Biology of Catalytic Proteins (Third изд.). USA: Oxford University Press. ISBN 019850229X.
- Eric J. Toone (2006). Advances in Enzymology and Related Areas of Molecular Biology, Protein Evolution (Volume 75 изд.). Wiley-Interscience. ISBN 0471205036.
- Branden C; Tooze J. Introduction to Protein Structure. New York, NY: Garland Publishing. ISBN 0-8153-2305-0.
- Irwin H. Segel. Enzyme Kinetics: Behavior and Analysis of Rapid Equilibrium and Steady-State Enzyme Systems (Book 44 изд.). Wiley Classics Library. ISBN 0471303097.
- William P. Jencks (1987). Catalysis in Chemistry and Enzymology. Dover Publications. ISBN 0486654605.

## Spoljašnje veze
- Heparin+lyase на 